# Terapia czerwiami
Terapia czerwiami – bioterapia polegająca na celowym wprowadzeniu żywych, zdezynfekowanych czerwi do niegojącej się skóry i ran tkanek miękkich u ludzi lub zwierząt w celu wybiórczego usunięcia martwej tkanki, dezynfekcji i wspomożenia gojenia rany.

## Historia

### Historyczne wykorzystanie
Larwy owadów były wykorzystywane do leczenia ran już w starożytności. Aborygeni australijscy stosowali ten rodzaj leczenia; prawdopodobnie korzystali z niego również Majowie. Terapia ta była wykorzystywana również w czasach renesansu. W okresie działań wojennych lekarze wojskowi spostrzegali, że żołnierze, których rany zostały skolonizowane przez czerwie, mieli znacząco mniejszą zachorowalność i śmiertelność niż żołnierze, których rany nie zostały skolonizowane. Wśród tych lekarzy był naczelny lekarz wojskowy Napoleona Bonaparte – baron Dominique-Jean Larrey, który donosił w czasie kampanii egipskiej w Syrii, że pewne gatunki muchówek niszczyły tylko martwą tkankę i miały pozytywny efekt na leczenie ran.
Joseph Jones, lekarz wojskowy Konfederacji w czasie wojny secesyjnej donosił, że często widział zaniedbane rany wypełnione czerwiami, które jego zdaniem niszczyły jedynie martwe tkanki. Pierwsze terapeutyczne wykorzystanie czerwi jest przypisywane innemu konfederackiemu lekarzowi wojskowemu – J.F. Zachariasowi, który w czasie wojny secesyjnej donosił, że czerwie w jeden dzień oczyszczają ranę lepiej niż jakikolwiek dostępny wówczas środek. Odnotował również wysoki współczynnik przeżywalności wśród pacjentów leczonych czerwiami.

### Wykorzystanie w XX wieku
W 1929 roku dr W. S. Baer, lekarz pracujący na Uniwersytecie Johnsa Hopkinsa, zastosował czerwie u 21 pacjentów z przewlekłym zapaleniem szpiku i kości. Zaobserwował szybkie oczyszczenie ran, zmniejszenie liczby organizmów chorobotwórczych, zmniejszenie poziomu nieprzyjemnego zapachu i bardzo szybkie tempo gojenia. Zmiany w tkance u wszystkich pacjentów były w pełni wyleczone i zostali oni wypisani ze szpitala po 2 miesiącach terapii czerwiami.
Po publikacji wyników dra Baera w 1931, leczenie ran przy użyciu terapii czerwiami stało się bardzo popularne, zwłaszcza w Stanach Zjednoczonych. Firma farmaceutyczna Lederle produkowała czerwie chirurgiczne, larwy plujkowatych, które żerują na martwej tkance żyjącego gospodarza, nie atakując żywej tkanki. W latach 1930–1940 pojawiło się ponad 100 publikacji medycznych dotyczących terapii czerwiami. Literatura medyczna z tego okresu zawiera wiele doniesień o udanym wykorzystaniu czerwi w leczeniu stanów utrzymujących się przewlekle lub przebiegających z zakażeniem, takich jak zapalenie szpiku i kości, ropnie, oparzenia, podostre zapalenie wyrostka sutkowatego czy przewlekły ropniak.
W latach 40. XX wieku terapię czerwiami stosowało ponad 300 amerykańskich szpitali. Po II wojnie światowej rozwój tej terapii  został jednak zahamowany, a ona sama została uznana za przedawnioną wobec odkrycia i rosnącego wykorzystania penicylin.

### Współczesne wykorzystanie
W literaturze medycznej współczynniki uratowania kończyn przy wykorzystaniu terapii czerwiami wynoszą około 40–50%. Niektóre publikacje donoszą o współczynnikach powodzenia 70–80%, choć definicje „powodzenia” bywają różne.
We wstępnym teście z 2007 z powodzeniem wykorzystano czerwie do leczenia pacjentów, których rany zostały zakażone MRSA (szczepem gronkowca złocistego opornego na większość antybiotyków, w tym metycylinę). Niektóre z tych szczepów często powodują śmierć w wyniku rozprzestrzeniania się zakażenia na głębiej położone tkanki. Czerwie oczyszczają martwą tkankę zapobiegając szerzeniu się zakażenia.

### Regulacja
W styczniu 2004 amerykańska Agencja Żywności i Leków zezwoliła na produkcję i wprowadzenie do obrotu czerwi do wykorzystania u ludzi lub innych zwierząt jako środek medyczny dostępny na receptę. W ten sposób czerwie stały się pierwszymi żywymi organizmami sprzedawanymi w Stanach Zjednoczonych zgodnie z przepisami Agencji Żywności i Leków. Można nimi leczyć neuropatyczne wrzody stóp, odleżyny, owrzodzenia żylne, jak również rany urazowe lub pooperacyjne, na które nie działają konwencjonalne metody. Wcześniej czerwie były stosowane, ale nie było to w żaden sposób regulowane. Richard Sherman, lekarz z Irvine w Kalifornii jest najbardziej znanym orędownikiem terapii czerwiami; leczył w ten sposób od 1990. Obecnie jest dyrektorem laboratorium w Monarch Labs, pierwszego i jedynego komercyjnego producenta czerwi medycznych. Laboratorium to dostarcza zaopatrzenie związane z terapią czerwiami od 1935.
W lutym 2004 National Health Service zezwolił swoim lekarzom przepisywać terapię czerwiami.

### Wykorzystanie weterynaryjne
Wykorzystanie czerwi do oczyszczania ran zwierząt z martwej tkanki jest częścią medycyny ludowej w wielu częściach świata. Jest szczególnie pomocna przy przewlekłym zapaleniu szpiku i kości, przewlekłych owrzodzeniach i innych zakażeniach powodujących powstawanie ropy, które są często powodowane przez otarcia skóry.
Terapia czerwiami u koni w Stanach Zjednoczonych została ponownie wprowadzona po opublikowaniu wyników badań przez weterynarza Scotta Morrisona w 2003. Jest stosowana w następujących przypadkach: zapaleniu kości i szpiku będącym następstwem ochwatu, ropniach podeszwy kopyta prowadzących do zapalenia kości i jamy szpikowej, leczeniu pooperacyjnym rany kłutej, która zainfekowała kaletkę maziową kości łódkowatej (syndrom trzeszczkowy), raka strzałki, niegojących się wrzodach na ramionach strzałki oraz pooperacyjnym oczyszczaniu powierzchni przy usuwaniu nagniotków.

## Zastosowanie czerwiowych opatrunków na rany
Przez dwa dni czerwie znajdują się na ranie w opatrunku podobnym do klatki, której dno stanowi rana; mogą w tym czasie swobodnie się poruszać. Opatrunek musi być przepuszczalny, ponieważ czerwie potrzebują tlenu do życia. Gdy czerwie są już nasycone, stają się znacznie większe i próbują opuścić ranę. Takie dwudniowe terapie mogą być stosowane wielokrotnie w zależności od stopnia ciężkości niegojącej się rany.
Czerwie nie rozmnażają się wewnątrz rany, ponieważ są w stadium larwalnym. Reprodukcja występuje tylko u dorosłych osobników.

## Mechanizm działania
W literaturze medycznej opisano 3 podstawowe mechanizmy działania terapii czerwiami:
- oczyszczanie ran przez usuwanie martwej, zainfekowanej tkanki
- odkażanie rany przez zabijanie bakterii
- pobudzanie gojenia rany

### Oczyszczanie
Duża liczba małych czerwi wybiórczo konsumuje tylko martwe tkanki, zdecydowanie precyzyjniej niż jest to możliwe w czasie zabiegu chirurgicznego. Nie uszkadzają one zdrowej tkanki. Składniki odżywcze uzyskują w procesie "trawienia pozaustrojowego" poprzez wydzielanie szerokiego spektrum enzymów proteolitycznych powodujących upłynnienie martwej tkanki, która w wyniku tego procesu może być przez nie pochłaniana. W optymalnym środowisku rany czerwie linieją 2 razy, zwiększając swoją długość z 1–2 mm do 8–10 mm.

### Odkażanie
W przypadku zakażonych ran terapia czerwiami jest skuteczna przeciwko bakteriom opornym na antybiotyki. W latach 30. XX wieku po raz pierwszy wykazano eksperymentalnie, że wydzieliny czerwi mają skuteczne działanie przeciwdrobnoustrojowe. W 1957 opublikowano w Nature artykuł na temat odkrycia czynnika antybiotycznego w wydzielinie czerwi. Wydzieliny mające szerokie spektrum działania przeciwdrobnoustrojowego zawierają alantoinę, mocznik, kwas fenylooctowy, aldehyd fenylooctowy, węglan wapnia i proteazy. Bakterie niezabite przez wydzielinę są wchłaniane i ulegają lizie wewnątrz czerwi.

### Gojenie ran
Własności gojące terapii czerwiami zostały wielokrotnie wykazane. Wydzieliny czerwi wzmacniają wpływ czynnika wzrostu naskórka i interleukiny 6 produkowanych przez gospodarza na gojenie ran. Badania wykazały również, że wydzieliny czerwi stymulują wzrost ludzkich fibroblastów i wolno rosnących chondrocytów. Proliferacja chondrocytów i synteza tkanki chrzęstnej kolagenu typu II wzrasta w środowisku wydzielin czerwi. Uważa się, że mikromasaż rany wykonywany przez poruszające się czerwie stymuluje tworzenie się w ranie ziarniny i wysięku. Szczegóły mechanizmu stymulacji gojenia ran przez czerwie są obszarem badań wielu badaczy.
Wydzieliny czerwi zawierają również alantoinę, która ma kojący efekt na skórę. Niektórzy pacjenci z owrzodzeniami kończyn dolnych ze znaczącym składnikiem tętniczym narzekają, że ich rany stają się bardziej bolesne drugiego lub trzeciego dnia terapii czerwiami.

## Ograniczenia terapii czerwiami
Czerwie mają krótki okres przydatności, który uniemożliwia ich długotrwałe przechowywanie przed użyciem. Pacjenci i lekarze mogą uważać czerwie za obrzydliwe, jednakże w badaniach wykazano, że propozycja terapii czerwiami nie spotyka się z odmową ze strony pacjenta z tego powodu. Czerwie mogą być zamknięte w polimerowej torbie, aby ukryć je przed wzrokiem. Opatrunki muszą być zaprojektowane tak, aby uniemożliwić wydostawanie się czerwi, ale pozwolić na dopływ powietrza; projektuje się je również tak, aby zminimalizować nieprzyjemne łaskotanie często powodowane przez ruchy czerwi.

## Badania porównawcze
Badanie opublikowane w 2008 w British Medical Journal porównywało wydajność terapii czerwiami i standardowych hydrożeli w leczeniu 270 brytyjskich pacjentów z wrzodami nóg. Badanie wykazało brak znaczących różnic w czasie potrzebnym do wyleczenia wrzodów lub w jakości życia pacjenta. Czerwie nie wykazały efektywności większej niż hydrożele w zmniejszaniu liczby bakterii lub w usuwaniu MRSA. Choć czerwie były znacząco wydajniejsze przy oczyszczaniu rany, to ich działanie było powiązane z większym bólem. Inne badanie porównujące efektywność kosztową terapii czerwiami i hydrożelami wykazało brak dużej różnicy.

## Biologia używanych much i czerwi
Czerwie są larwami muchówek. Nie wszystkie gatunki muchówek są bezpieczne i równie skuteczne jak czerwie medyczne. Istnieją tysiące gatunków muchówek, każdy z własnymi zwyczajami i cyklem życiowym. Mogą żerować na roślinach, zwierzętach, krwi lub gnijącym materiale organicznym.
Muchówki, których larwy żerują na martwych zwierzętach mogą czasami składać jaja na martwych częściach ciała (martwiczych lub zgorzelinowych) żywych zwierząt. Chorobę związaną z czerwiami atakującymi żywe zwierzęta nazywa się larwą wędrującą. Niektóre z tych czerwi żywią się tylko martwą tkanką, niektóre tylko żywą, a inne martwą lub żywą. Muchówki najczęściej wykorzystywane w terapii czerwiami to plujkowate; a najczęściej wykorzystywanym gatunkiem jest Lucilia sericata. Innym ważnym gatunkiem jest Protophormia terraenovae, którego wydzieliny zwalczają zakażenia paciorkowcem ropnym i dwoinką zapalenia płuc.